# Boum (barco)

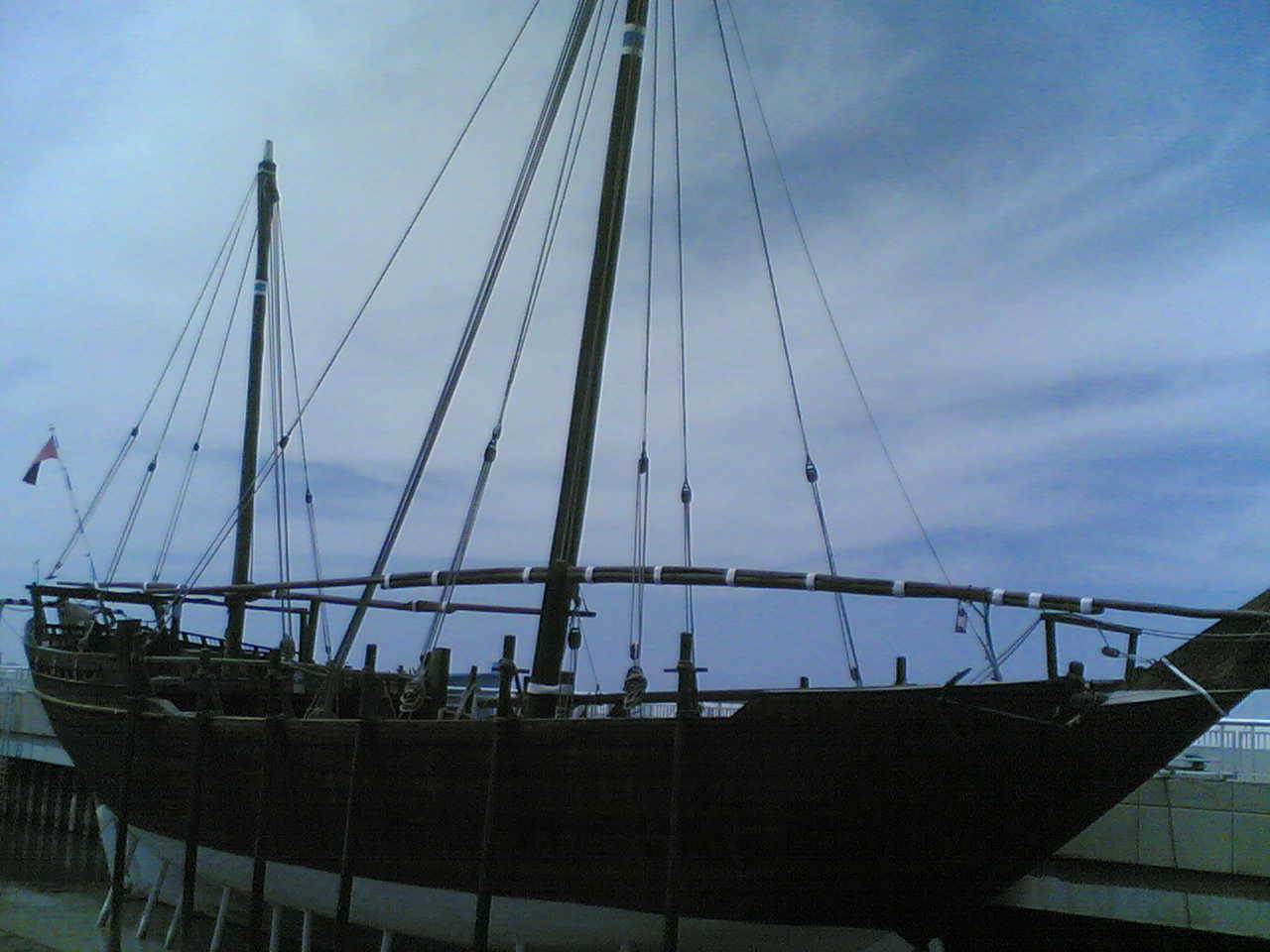
Retrato de um boum no Kuwait.

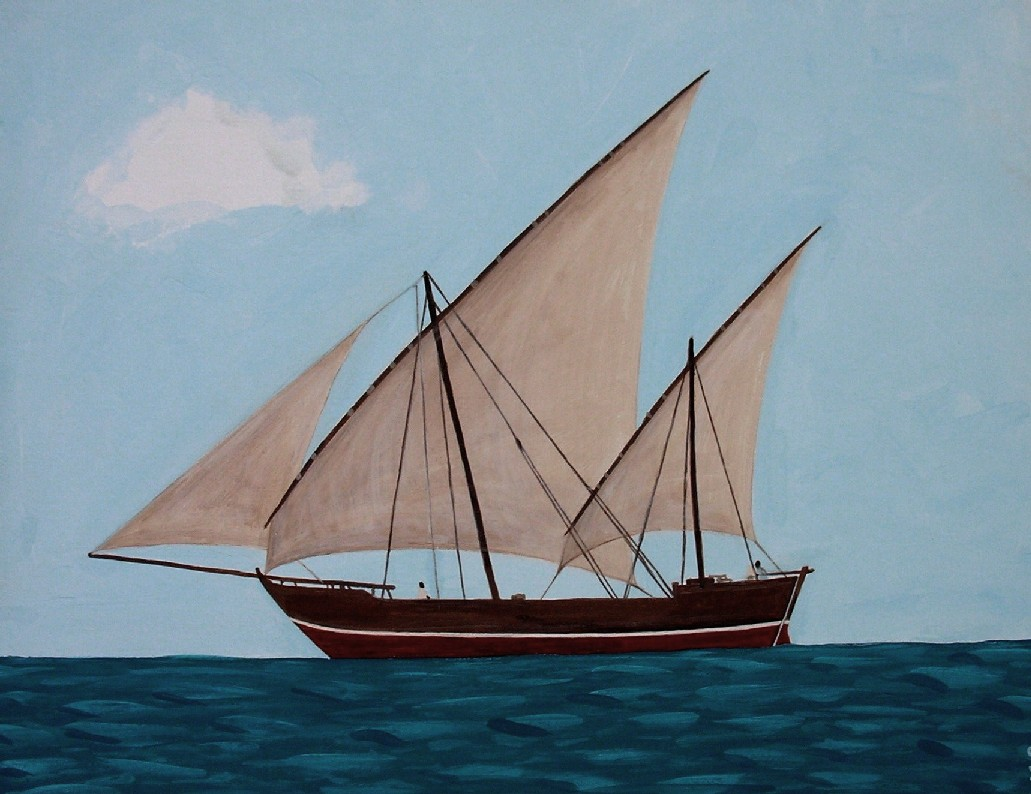
Um barco à vela ao estilo indiano. Observe a proa mais curta.

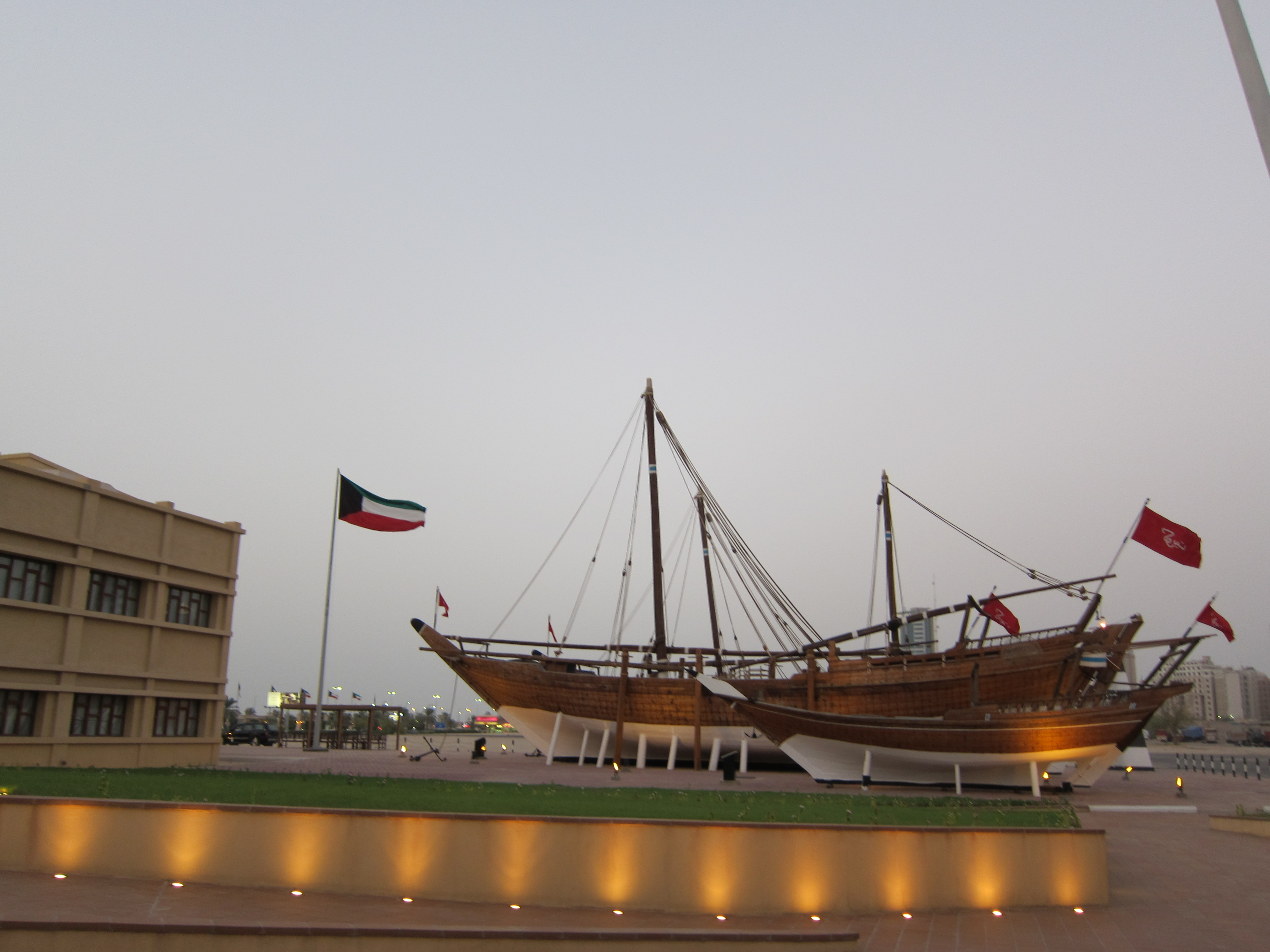
Boum; Museu Marítimo na Cidade do Kuwait comemorando a fundação do Kuwait como porto marítimo para os comerciantes.

Um boum / boom (em árabe: بوم), conhecido como dhangi na Índia, é um tradicional veleiro árabe (dhow) de mar profundo de tamanho médio. 
Este tipo de dhow tem dois mastros com velas latinas, uma popa de afilada e uma estrutura geral mais simétrica do que outros tipos de dhow. A proa da versão árabe é muito alta, sendo aparada na versão indiana.

## História
O boum substituiu os baghlahs e ghanjahs mais pesados, mais difíceis de manobrar. Os booms foram construídos principalmente em Beypore, Konkan e Gujarat, na Índia, e no Kuwait, e são usados principalmente ao longo das costas da Península Arábica, em Sindh, na costa oeste do subcontinente indiano e África Oriental.
Atualmente, alguns booms foram convertidos em lanchas depois de serem equipados com motores, especialmente na área do Golfo Pérsico. Um barco com as velas hasteadas está representado no Emblema do Kuwait, enfatizando sua importância tradicional no país, onde era usado para transportar água doce e na indústria de pérolas, além de navios mercantes.